# Jhon Espinoza
Jhon Espinoza (Guayaquil, Ecuador; 24 de febrero de 1999) es un futbolista ecuatoriano. Juega de defensa y su equipo actual es el Kasımpaşa Spor Kulübü de la Superliga de Turquía.

## Trayectoria
Espinoza pasó por las inferiores de San Antonio, Independiente del Valle y Clan Juvenil.
En 2017 pasa al Deportivo Cuenca donde logra debutar en primera.
Llega el interés de Aucas el cual logra llegar a un acuerdo con su equipo para un préstamo, permaneció en el equipo oriental por tres temporadas, de 2018 hasta 2020. Consiguió su primer gol como profesional en la Copa Sudamericana 2020, en la derrota 1-2 ante Vélez Sarsfield.
El 23 de noviembre de 2020 fichó por el Chicago Fire de la Major League Soccer.
El 27 de diciembre de 2022 se anunció su transferencia al Football Club Lugano de la Superliga de Suiza por dos temporadas hasta 2024.
Tras finalizar su estancia en Suiza firmó en calidad de agente libre con el Kasımpaşa Spor Kulübü de la Superliga de Turquía, hasta junio de 2026.

## Selección nacional

### Categorías inferiores

#### Participaciones en Sudamericanos
| Campeonato                  | Sede  | Resultado | Partidos | Goles |
| --------------------------- | ----- | --------- | -------- | ----- |
| Sudamericano Sub-20 de 2019 | Chile | Campeón   | 7        | 0     |

#### Participaciones en Copas del Mundo
| Campeonato                  | Sede    | Resultado    | Partidos | Goles |
| --------------------------- | ------- | ------------ | -------- | ----- |
| Copa Mundial Sub-20 de 2019 | Polonia | Tercer lugar | 7        | 1     |

### Partidos internacionales
Actualizado al último partido disputado el 13 de octubre de 2019.
| \| N.° \| Fecha \| Ciudad \| Rival \| Resultado \| Resultado \| Competencia \| \| --- \| ------------------------ \| ------ \| --------- \| --------- \| --------- \| ----------- \| \| 1. \| 10 de septiembre de 2019 \| Cuenca \| Bolivia \| 3-0 \| Victoria \| Amistoso \| \| 2. \| 13 de octubre de 2019 \| Elche \| Argentina \| 1-6 \| Derrota \| Amistoso \| |                          |        |           |           |           |             |
| N.° | Fecha                    | Ciudad | Rival     | Resultado | Resultado | Competencia |
| 1. | 10 de septiembre de 2019 | Cuenca | Bolivia   | 3-0       | Victoria  | Amistoso    |
| 2. | 13 de octubre de 2019    | Elche  | Argentina | 1-6       | Derrota   | Amistoso    |

## Estadísticas

### Clubes
Actualizado al último partido disputado el 9 de agosto de 2025.
| Club                        | Div.          | Temporada     | Liga  | Liga  | Copas nacionales | Copas nacionales | Copas internacionales | Copas internacionales | Total | Total | Total  |
| Club                        | Div.          | Temporada     | Part. | Goles | Part.            | Goles            | Part.                 | Goles                 | Part. | Goles | Asist. |
| --------------------------- | ------------- | ------------- | ----- | ----- | ---------------- | ---------------- | --------------------- | --------------------- | ----- | ----- | ------ |
| Deportivo Cuenca · Ecuador  |               |               |       |       |                  |                  |                       |                       |       |       |        |
| 1.ª                         | 2017          | 2             | 0     | 0     | 0                | Inexistentes     | Inexistentes          | 2                     | 0     | 0     |        |
| 1.ª                         | 2018          | 3             | 0     | 0     | 0                | 0                | 0                     | 3                     | 0     | 0     |        |
| Total club                  | Total club    | 5             | 0     | 0     | 0                | 0                | 0                     | 5                     | 0     | 0     |        |
| Aucas · Ecuador             |               |               |       |       |                  |                  |                       |                       |       |       |        |
| 1.ª                         | 2018          | 14            | 0     | 0     | 0                | Inexistentes     | Inexistentes          | 14                    | 0     | 1     |        |
| 1.ª                         | 2019          | 13            | 0     | 2     | 0                | Inexistentes     | Inexistentes          | 15                    | 0     | 0     |        |
| 1.ª                         | 2020          | 24            | 0     | 0     | 0                | 2                | 1                     | 26                    | 1     | 2     |        |
| Total club                  | Total club    | 51            | 0     | 2     | 0                | 2                | 1                     | 55                    | 1     | 3     |        |
| Chicago Fire Estados Unidos | 1.ª           | 2021          | 20    | 0     | Inexistentes     | Inexistentes     | Inexistentes          | Inexistentes          | 20    | 0     | 1      |
| Chicago Fire Estados Unidos | 1.ª           | 2022          | 19    | 0     | 1                | 0                | Inexistentes          | Inexistentes          | 20    | 0     | 0      |
| Chicago Fire Estados Unidos | Total club    | Total club    | 39    | 0     | 1                | 0                | 0                     | 0                     | 40    | 0     | 1      |
| F. C. Lugano · Suiza        | 1.ª           | 2022-23       | 16    | 0     | 2                | 0                | Inexistentes          | Inexistentes          | 18    | 0     | 5      |
| F. C. Lugano · Suiza        | 1.ª           | 2023-24       | 35    | 2     | 4                | 0                | 8                     | 0                     | 47    | 2     | 3      |
| F. C. Lugano · Suiza        | Total club    | Total club    | 51    | 2     | 6                | 0                | 8                     | 0                     | 65    | 2     | 8      |
| Kasımpaşa S. K. Turquía     | 1.ª           | 2024-25       | 22    | 0     | 0                | 0                | Inexistentes          | Inexistentes          | 22    | 0     | 0      |
| Kasımpaşa S. K. Turquía     | 1.ª           | 2025-26       | 1     | 0     | 0                | 0                | Inexistentes          | Inexistentes          | 1     | 0     | 0      |
| Kasımpaşa S. K. Turquía     | Total club    | Total club    | 23    | 0     | 0                | 0                | 0                     | 0                     | 23    | 0     | 0      |
| Total carrera               | Total carrera | Total carrera | 169   | 2     | 9                | 0                | 10                    | 1                     | 188   | 3     | 12     |
| 1. 2.                       |               |               |       |       |                  |                  |                       |                       |       |       |        |

## Palmarés

### Campeonatos internacionales
| Título              | Selección      | Año  |
| ------------------- | -------------- | ---- |
| Sudamericano Sub-20 | Ecuador sub-20 | 2019 |